# 燃情大地
燃情大地，2016年中国大陆近代革命题材电视剧。由中联影视中心、橙色动力（北京）影视文化传媒有限公司、梵印（上海）影视文化传媒联合出品，丁小雄导演执导，张鲁一、徐正溪、孟召重、邓伦、郭晓峰等主演。该剧于2015年12月27日开机，历经九十九天拍摄，于2016年4月7日杀青。2021年1月5日改名為戰火狼煙在山西影視播出。2021年7月30日在四川影视文艺频道黄金档播出。

## 劇情概述
講述男主角馬中秋從一名出身草根的铁血男儿變成伸張正義的警察，最終成長為共產主義戰士的故事。

## 演员表
| 演员   | 角色             | 简介                     | 备注 |
| 张鲁一 | 马中秋           | 马家长子，刀匠出身的警察 |      |
| 江铠同 | 南燕             | 舞蹈家                   |      |
| 孟召重 | 马谷雨           | 马家二儿子               |      |
| 徐正溪 | 段铁             |                          |      |
| 邓伦   | 马除夕(高橋克也) | 马家三儿子，生父是日本人 |      |
| 沈丹萍 | 王兰英           | 马家三兄弟的母亲         |      |